# لودويغ باكمان
لودويغ باكمان (بالألمانية: Ludwig Bachmann)‏ (و. 1856 – 1937 م) هو مؤرخ، ولاعب شطرنج ألماني، ولد في كولمباخ، توفي في ميونخ، عن عمر يناهز 81 عاماً.